# Тилион
Тилион (англ. Tilion) — в легендариуме Дж. Р. Р. Толкина юноша из числа Майар, охотник из свиты Вала Оромэ, избранный Валар править ладьёй Луны.

## Значение имени
В переводе с синдарина «Тилион» означает «рогатый».

## Тилион и Луна
Изначально Тилион любил серебро и всё серебряное, даже его охотничий лук был сделан из серебра. Во дни Древ Валинора Тилион был охотником в свите Оромэ, но в часы досуга любил приходить в Лориэн, к водоёмам Эстэ. Поскольку он часто отдыхал там, в свете Телпериона, он полюбил его и сам просил поручить ему заботу о его последнем цветке. 
Говорят, что Тилион менее могуч, чем Майэ Ариэн, управляющая ладьёй Солнца. Однако Тилион был своенравным и непослушным, непостоянным в скорости и не придерживался указанного ему пути. Из-за этого иногда Луна появлялась на небе вместе с Солнцем, иногда не появлялась вовсе, а иногда даже заслоняла свет Ариэн, и наступало солнечное затмение.
В записях Толкина, на которые намекает текст опубликованного «Сильмариллиона», Тилион показан влюблённым в Ариэн. Желая быть как можно ближе к возлюбленной, он иногда слишком сильно приближался к солнечному жару, и лик Луны местами потемнел от ожогов.

## Интересные факты
По всей видимости, именно эльфийские сообщения о Тилионе, переработанные за тысячелетия смертными народами Средиземья, послужили основой для происхождения комического фольклорного образа Мужика-с-Луны (вариант перевода — лунаря, лунного человечка), упомянутого в известной песне Фродо, которую тот исполнил в трактире «Гарцующий Пони» во время своего первого посещения Пригорья. Также среди стихов «Алой книги» есть стихотворение о визите Лунного Деда в Пеларгир, в надежде отведать вина и сливового пирога и лишившегося сокровищ, выманенных хитрым трактирщиком за овсянку.